# ای‌اف‌سی توبیز
ای‌اف‌سی توبیز (انگلیسی: A.F.C. Tubize) یک باشگاه فوتبال در شهر توبیز بلژیک است. این باشگاه در لیگ دسته اول فوتبال بلژیک بازی می‌کند. این باشگاه در سال ۱۹۸۹ تأسیس شده‌است.